# 阿里·哈桑·萨拉马
阿里·哈桑·萨拉梅（阿拉伯语：علي حسن سلامة，ʿAlī Ḥasan Salāmah，1940年—1979年1月22日），代號阿布·哈桑，黑色九月組織的首領，該組織策劃慕尼黑慘案及其它恐怖襲擊。他亦是武裝17的創辦人。1979年1月被以色列情報特務局（俗稱摩薩德）暗殺。

## 生平
萨拉梅在1940年於巴勒斯坦託管地雅法附近的一個小鎮Qula，家境富裕，父親哈桑·萨拉马在1948年第一次中东战争以色列國防軍的一次行動中被殺。
1972年慕尼黑慘案後，萨拉梅被以色列的摩薩德盯上，在摩薩德天譴行動的十一人名單中。1973年，摩薩德的特工欲獵殺據悉身在挪威利勒哈默爾的萨拉梅，但這次行動殺錯人，一名摩洛哥籍侍應被誤以為是薩拉梅而遇害，這便是利勒哈默爾暗殺事件，六名摩薩德特工被挪威警方逮捕，其中一人因證據不足獲釋，其餘五人被判監一年至五年半。
摩薩德的追殺並未因此而停止。1976年10月8日，萨拉梅在貝魯特街上行走，沒有保鑣，被摩薩德特工槍擊，但大難不死。
萨拉梅的第一位妻子是乌姆·哈桑（Um Hassan），他是阿敏·侯賽尼哈的外孫女婿，並育有兩名兒子。1978年他與一名黎巴嫩女子佐珍娜·里兹克（Georgina Rizk）結婚，並在夏威夷度蜜月，之後停留在加州迪士尼。里兹克懷孕後回到貝魯特的住處，而萨拉梅亦在當地租了另一棟房子。萨拉梅去世時，里兹克懷孕了只有六個月。
根據多項資料顯示，1970年起他與巴勒斯坦解放組織和美國中情局之間有秘密聯繫，他答應不傷害美國人以換取政治保護和資金。但當以色列向美國質問時，美國否認有這段關係。

## 暗殺
為了成功暗殺萨拉梅，摩薩德招攬了一名英國籍女特工，化名艾丽卡·钱伯斯接近萨拉梅。钱伯斯到達中東參加巴勒斯坦難民的慈善活動，查探萨拉梅的每日行程，並成功與他會面。1979年1月22日，萨拉梅坐在兩架雪佛兰旅行車前往參加里兹克母親的生日派對，而钱伯斯則在旅途路上的一輛汽車安放炸彈，當萨拉梅的座駕經過時便遙控引爆。下午3時35分，雪佛兰旅行車經過钱伯斯的汽車，钱伯斯立即引爆車內的炸彈，萨拉梅的四名保鑣和四名行人當場炸死，萨拉梅本人亦身受重傷。薩拉梅被送到贝鲁特美国大学附屬醫院搶救，下午4時03分不治。是次行動導致另外18名無辜人士受傷，钱伯斯亦消聲匿跡。
薩拉梅在1979年1月24日安葬，亞西爾·阿拉法特及約20,000名巴勒斯坦人出席葬禮。